# Leichtathletik-Weltmeisterschaften 2013/Teilnehmer (Togo)
| Gelbes Symbol für Goldmedaillen mit stilisierten Olympischen Ringen | Graues Symbol für Silbermedaillen mit stilisierten Olympischen Ringen | Braundes Symbol für Bronzemedaillen mit stilisierten Olympischen Ringen |
| ------------------------------------------------------------------- | --------------------------------------------------------------------- | ----------------------------------------------------------------------- |
| —                                                                   | —                                                                     | —                                                                       |

Der Leichtathletik-Verband aus Togo stellte einen Teilnehmer bei den Leichtathletik-Weltmeisterschaften 2013 in der russischen Hauptstadt Moskau.

## Ergebnisse

### Männer

#### Laufdisziplinen
| Athlet                | Disziplin | Vorlauf | Vorlauf | Halbfinale         | Halbfinale         | Finale             | Finale             |
| Athlet                | Disziplin | Zeit    | Platz   | Zeit               | Platz              | Zeit               | Platz              |
| --------------------- | --------- | ------- | ------- | ------------------ | ------------------ | ------------------ | ------------------ |
| Yendountien Tiebekabe | 200 m     | 21,85 s | 47      | nicht qualifiziert | nicht qualifiziert | nicht qualifiziert | nicht qualifiziert |